# Katharine Jefferts Schori
Katharine Jefferts Schori (Pensacola, 26 de março de 1954) é uma episcopisa estadunidense, líder da Igreja Episcopal dos Estados Unidos de 2006 a 2015. Foi a primeira mulher a alcançar o cargo de primaz em toda a Comunhão Anglicana.

## Vida pessoal e formação
Katharine é a mais velha dos quatro filhos de Keith Jefferts, físico atômico e astrofísico, e Elaine Ryan, microbiologista; nasceu em Pensacola, mas cresceu nos arredores de Seattle e em Nova Jersey. Seus pais eram católicos e ela foi educada por freiras em uma escola de convento, mas quando tinha nove anos, seus pais transferiram-se para uma paróquia episcopal. Ingressou na Universidade Stanford, obtendo bacharelado em Biologia (1974), e, em seguida, o mestrado (1977) e doutorado (1983) em oceanografia na Universidade do Estado do Oregon, onde se especializou na evolução de lulas e polvos do Pacífico nordeste.
É casada desde 1979 com Richard M. Schori, matemático teórico aposentado, e mãe de Katharine Johanna, piloto da Força Aérea. Jefferts Schori pilota aviões desde a faculdade, com habilitação para voo por instrumentos, e praticou escalada com o marido, um montanhista habilidoso. Ela é fluente em espanhol.
Foi professora assistente visitante no Departamento de Estudos Religiosos da Universidade do Estado do Oregon, cientista visitante na Faculdade de Oceanografia da Universidade do Estado do Oregon e oceanógrafa do Serviço Nacional de Pesca Marinha em Seattle.

## Sacerdócio
Sua carreira como oceanógrafa precedeu sua decisão de seguir o ministério; estudou para o sacerdócio e obteve o mestrado em Divindade pela Escola de Divindade da Igreja do Pacífico (CDSP), Berkeley, em 1994, resultando em sua ordenação naquele ano, aos 40 anos. Recebeu também um doutorado honorário em Divindade pela CDSP em 2001.
Rev. Jefferts Schori foi reitora assistente na Igreja do Bom Samaritano em Corvallis, Oregon e capelã de um hospício.

## Episcopado
Jefferts Schori foi eleita bispa da Diocese de Nevada em 2000 e ordenada ao episcopado em 24 de fevereiro de 2001. Ao longo de seus mandato, fez parte do Conselho de Curadores da Escola de Divindade da Igreja do Pacífico; no conselho consultivo do CREDO; no programa de coaching de pares da Câmara dos Bispos; no Conselho Geral de Capelães Examinadores; no Conselho de Implantação da Igreja; nos comitês de desenvolvimento pastoral, racismo e planejamento da Câmara dos Bispos; e no Tribunal de Revisão do Julgamento de um Bispo.
Como bispa de Nevada, Jefferts Schori permitiu a bênção de uniões entre pessoas do mesmo sexo e votou pela eleição em 2003 de Gene Robinson, um homem abertamente gay e casado, ao qual alguns episcopais conservadores se opuseram.

### Bispa Presidente
Em 25 de janeiro de 2006, foi anunciada como um dos indicados para bispo presidente por um comitê de bispos, clérigos e leigos estabelecido pela última Convenção Geral. Os nomes seriam submetidos a uma sessão conjunta na Convenção Geral em Columbus, em 18 de junho. No dia seguinte, a Câmara dos Bispos elegeria o 26º bispo presidente, e a Câmara dos Deputados seria solicitada a ratificar essa decisão. O próximo bispo presidente sucederia Frank T. Griswold, cujo mandato de nove anos terminaria com a posse de seu sucessor em 4 de novembro na Catedral Nacional de Washington.
Ela foi eleita em junho de 2006, vencendo seis candidatos homens, como 26º Bispo Presidente da Igreja Episcopal. Sua eleição, como primeira mulher a se tornar primaz de uma província, recebeu várias críticas, já que algumas províncias da Comunhão Anglicana sequer ordenavam mulheres, além do fato de Schori apoiar bispos gays e a união de pessoas do mesmo sexo.
A diocese de Fort Worth, uma das três dioceses episcopais americanas que não ordenavam mulheres, enviou uma carta ao arcebispo de Canterbury solicitando a ser colocada sob a supervisão de um primaz diferente. O próprio arcebispo, Rowan Williams, enviou saudações fracas a bispa Jefferts Schori, que em parte alertaram que "sua eleição sem dúvida terá um impacto na vida colegial dos primazes anglicanos; e também traz à tona algumas questões persistentes em vários de nossos diálogos ecumênicos". Isso se traduzia em preocupações de que outros primazes anglicanos não iriam aceitá-la, além do Vaticano e os bispos ortodoxos orientais.
Jefferts Schori tornou-se Bispo Presidente em 1º de novembro de 2006, e sua investidura foi realizada em 4 de novembro na Catedral Nacional de Washington. Sua posse oficial foi realizada no dia seguinte, também na Catedral Nacional.
Em 2007, a bênção de sua igreja ao casamento entre pessoas do mesmo sexo levou sete arcebispos anglicanos a recusar a celebrar a Eucaristia com ela durante a reunião dos primazes da Comunhão Anglicana na Tanzânia. Em 2008, quatro dioceses (Fort Worth, Pittsburgh, Quincy e San Joaquin) se separaram para se tornarem parte da Igreja Anglicana na América do Norte. Jefferts Schori autorizou ações judiciais contra dioceses e paróquias que estavam saindo, com US$ 22 milhões gastos até 2011. Ela também estabeleceu uma política de que as propriedades da igreja não deveriam ser vendidas para congregações que estavam saindo, sendo acusada de preferir deixar os templos se tornarem mesquitas ou bares do que ser comprados pelos grupos anglicanos dissidentes.
De 21 de julho de 2010 a 15 de janeiro de 2016, foi diretora do Conselho Consultivo Anglicano, em Londres. O presidente Barack Obama a nomeou em fevereiro de 2011 para o Conselho Consultivo do Presidente sobre Parcerias Religiosas e de Bairro. Em junho de 2014, durante visita ao Reino Unido, a Bispa Presidente recebeu um título honorário de Doutor em Divindade da Universidade de Oxford.
Jefferts Schori anunciou em 23 de setembro de 2014 que não buscaria outro mandato como Bispo Presidente. Em 27 de junho de 2015, a Convenção Geral elegeu o Bispo Michael Curry da Carolina do Norte como o 27º Bispo Presidente da Igreja Episcopal, e o primeiro negro a assumir essa posição, a partir de 1 de novembro daquele ano.

### Pós-presidência
Em abril de 2016, retornou à Escola de Divindade da Igreja do Pacífico para a Cátedra Visitante de Santa Margarida, como Professora Visitante de Mulheres no Ministério.
De 13 de agosto de 2017, Jefferts Schori assumiu como bispo auxiliar na Diocese Episcopal de San Diego, durante a transição de liderança, com mandato até 31 de dezembro de 2018. No entanto, permaneceu até junho de 2019, quando ordenou e empossou a sucessora. Em 2021, foi convidada a atuar como bispa visitante na Diocese Episcopal de Los Angeles, a partir do ano seguinte.
Em junho de 2024, a Reverenda concordou em servir a Diocese de Wyoming como bispa auxiliar enquanto a diocese passa por uma transição de liderança depois que seu ex-bispo foi destituído de suas ordens sagradas em uma questão disciplinar. Iniciou seu serviço no mês seguinte.

## Posicionamentos na presidência
Ao longo de seu mandato de nove anos, a Bispa Jefferts Schori foi responsável por iniciar e desenvolver políticas para a Igreja Episcopal e falou em nome da igreja em relação às políticas, estratégias e programas autorizados pela Convenção Geral. Manifestou-se sobre as prioridades da missão da Igreja Episcopal, incluindo os Objetivos de Desenvolvimento do Milênio das Nações Unidas, questões como pobreza doméstica, mudanças climáticas e cuidado com a Terra, bem como a necessidade contínua de contextualizar o Evangelho.

### Críticas a sermões
Após seu discurso de abertura na Convenção Geral de 2009, no qual chamou a salvação individualista de "a grande heresia ocidental", muitos questionaram suas observações sobre a salvação, o que levou a uma declaração esclarecedora dela na semana seguinte. Em 2013, o sermão de Jefferts Schori em Curaçau sobre Paulo expulsando um demônio de uma escrava, atraiu críticas de cristãos conservadores por sua interpretação de que o apóstolo não valorizou a diversidade, por não enxergar a bela "diferença" da escrava.

### Mulheres
Apenas em 2014 a Igreja da Inglaterra começou a ordenar bispas; comentando a respeito do 40º aniversário da ordenação de mulheres sacerdotes na Comunhão Anglicana, a Bispa Schori apontou que as novas bispas não precisam se parecer com bispos homens. Afirmou:
Mulheres em todas as ordens ministeriais – batizadas, diaconisas, presbíteras e bispas – podem caminhar orgulhosamente hoje, com qualquer tipo de calçado que queiram usar, graças ao que aconteceu aqui há 40 anos. Podemos caminhar orgulhosamente, mesmo que ainda não em plena igualdade, sabendo que as fileiras daqueles que caminham em solidariedade estão se expandindo. A sabedoria está em ação por toda parte, libertando seu povo dos opressores, e ela penetra em todos os tipos e condições de seres humanos rumo à glória da justiça e da paz. Juntos, marchamos rumo a Sião.
Seu comentário convocou essas mulheres a colocarem seus sapatos e lutar por mulheres e crianças que precisam de atenção e cuidado em todo o mundo, diante das violências, abusos, tráfico, guerra, casamentos forçados e prisões.

### Casamentos de pessoas do mesmo sexo
Em entrevista concedida em 2012, Jefferts Schori apoiou relacionamentos entre pessoas do mesmo sexo e a bênção de uniões entre pessoas do mesmo sexo e casamentos civis, além de defender os direitos ao aborto, afirmando que "Dizemos que é uma tragédia moral, mas que não deveria ser papel do governo negar sua disponibilidade."
Em junho de 2013, a Bispa Presidente, a partir do Gabinete de Relações Públicas da Igreja Episcopal, saudou as decisões da Suprema Corte dos EUA que revogaram a Lei de Defesa do Matrimônio (DOMA), que restringia a definição de casamento somente à união entre um homem e uma mulher. Sua declaração lembrava que a Igreja Episcopal ainda estudava a questão do casamento, mas assumira a posição de rejeitar que os governos criassem impedimentos ao casamento entre pessoas do mesmo sexo.
Dois anos depois, em junho de 2015, Jefferts Schori celebrou a nova decisão da Suprema Corte ao permitir "que o amor entre duas pessoas seja reconhecido por todos os estados desta União, e que a Corte tenha reconhecido que é esse amor duradouro e humilde, que se estende além da morte, que deve ser valorizado pela sociedade onde quer que exista".

### Refugiados e paz
Em diversas ocasiões, fez pronunciamentos a favor dos refugiados. Em abril de 2013, durante a Segunda Conferência Mundial Anglicana pela Paz em Okinawa, Japão, a Bispa Presidente abordou a questão das bases militares dos Estados Unidos em Okinawa e o papel das igrejas e da Comunhão Anglicana na reconciliação e na construção da paz.
Jefferts Schori e o Bispo Presidente da Igreja Evangélica Luterana na América, Mark Hanson, emitiram uma carta ao embaixador israelense Sallai Meridor, para apurar o motivo da recusa de entrada em Gaza, em 4 de fevereiro de 2009, aos bispos Munib Younan, da Igreja Evangélica Luterana na Jordânia e Terra Santa, e Suheil Dawani, da Diocese Episcopal de Jerusalém e Oriente Médio, que faziam parte de uma delegação de cinco líderes de igrejas de Jerusalém que viajavam para visitar cristãos em Gaza.
Em 2015, ela fez apelos por um cessar-fogo imediato na Faixa de Gaza, apontando que "a resposta desproporcional de Israel aos foguetes disparados contra suas cidades pode muito bem encorajar a violência além de Gaza e Israel".

## Obras
Dra. Katharine Jefferts Schori é autora de vários livros, como:
- A Wing and a Prayer: A Message of Faith and Hope (2007) ISBN 9780819226754
- The Gospel in the Global Village: Seeking God’s Dream of Shalom (2009) ISBN 9780819227102
- The Heartbeat of God: Finding the Sacred in the Middle of Everything (2010) ISBN 978-1-59473-292-8
- Gathering at God's Table (2012) ISBN 978-1-59473-316-1
- Faith and Science in the 21st Century: A Postmodern Primer for Youth and Adults, ed. Henry L. Carrigan (2018) ISBN 9781640650480
- Challenges for Christian Faith: Addresses in Honor of C.S. Lewis, ed. Clifford Chalmers Cain (2021) ISBN 9781793618450
- Episcopate: The Role of Bishops in a Shared Future, ed. George Sumner (2022) ISBN 9781640655546